# Przestrzeń Wolności 2005

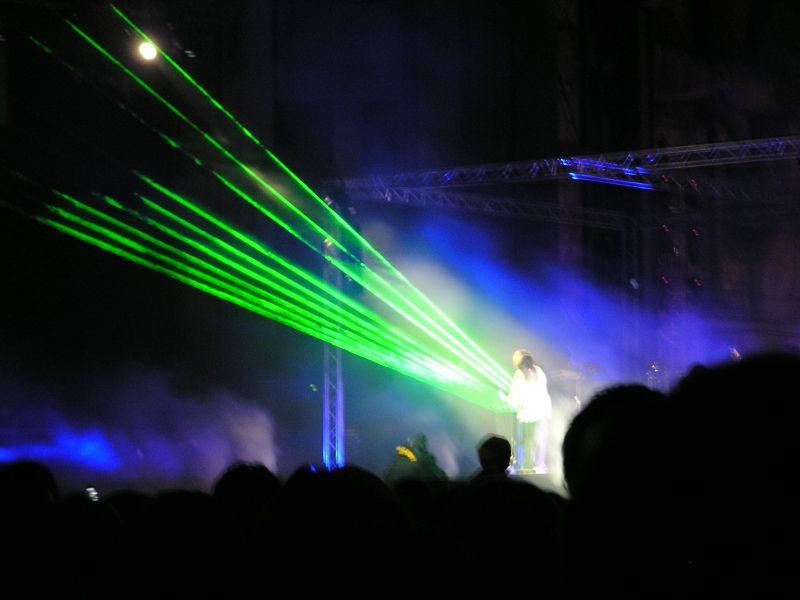
Jean Michel Jarre podczas gry na harfie laserowej

Przestrzeń Wolności 2005 – koncert Jeana Michela Jarre’a w ramach serii koncertowej Przestrzeń Wolności. Odbył się 26 sierpnia 2005 r. na terenie Stoczni Gdańskiej z okazji obchodów święta 25. rocznicy powstania Solidarności. Koncert organizowała Fundacja Gdańska.
Wraz z artystą i jego ekipą wystąpił Chór Uniwersytetu Gdańskiego i Orkiestra Filharmonii Bałtyckiej, umieszczona za główną sceną w jednej z hal stoczni. Wykonane były zarówno znane utwory Jarre’a, jak i nowe, skomponowane specjalnie na tę okazję, nazwane "Suitą Gdańską". Wykorzystano w niej fragmenty piosenki Jacka Kaczmarskiego, „Mury”, funkcjonującej w latach 80. XX w. jako nieoficjalny hymn Solidarności. Podczas koncertu wykorzystano również stoczniową maszynerię w postaci żurawia (unosił on metalową płytę jako dodatkowy telebim) i platformę transportową, na pokładzie której Jarre "wjechał" na scenę i tym samym rozpoczął widowisko. Trwało ono od godziny ok. 21.00 do ok. 23.30. 
Podczas koncertu przemówienie wygłosił Lech Wałęsa, a także prezydent Gdańska Paweł Adamowicz, który wręczył francuskiemu artyście pamiątkową statuetkę oraz tytuł honorowego obywatela Gdańska.
Koncert oglądało na żywo ponad 170 000 osób, był także transmitowany przez telewizję i internet.

## Lista utworów
1. "Shipyard Overture (Revolution Industrielle Ouverture)"
2. "Suite for Flute"
3. "Oxygene 2"
4. "Tribute to Chopin"
5. "Aero"
6. "Oxygene 4"
7. "Souvenir (of China)"
8. "Geometry of Love" /pominięty na DVD/
9. "Equinoxe 4" /pominięty na DVD/
10. "Space of Freedom (March 23)"
11. "Aerology" /pominięty na DVD/
12. "Theremin Memories"
13. "Chronology 2"
14. "Mury"
15. "Chronology 6"
16. "Oxygene 8"
17. "Light My Sky"
18. "Tribute to Jean Paul II (Acropolis)"
19. "Rendez-Vous 2"
20. "Vivaldi: Summer - Presto"
21. "The Emigrant" /pominięty na DVD/
22. "Oxygene 12"
23. "Rendez-Vous 4"
24. "Solidarność (Oxygene 13)"
25. "Aerology remix"

Wszystkie utwory skomponowane przez Jeana Michela Jarre’a, z wyjątkiem: 
- "Summer - Presto” – Vivaldi DP
- "Mury" – Lluís Llach

Część utworów ukazała się na płycie CD Live from Gdańsk (Koncert w Stoczni).
Zapis koncertu został wydany na płycie DVD Solidarność Live.